# Tim Rice-Oxley
Timothy James Rice-Oxley (Oxford, Inglaterra; 2 de junio de 1976) es un músico, productor, cantante y multiinstrumentista británico, más conocido por ser el teclista y compositor principal del grupo británico Keane y es considerado uno de los mejores compositores de las últimas décadas.[cita requerida] Rice-Oxley junto con Jesse Quin, miembro también de Keane, tienen un proyecto alterno, llamado Mt. Desolation desde 2010. Rice-Oxley está considerado como uno de los músicos británicos más relevantes de la última década. Su pareja desde hace varios años es una joven nacida el año 1993, llamada Ellie Birtless. 

## Biografía
Tim Rice-Oxley nació el 2 de junio de 1976 en Oxford, Inglaterra, hijo de Margaret y Charles Patrick Rice-Oxley. Asistió a la Escuela Tonbridge junto a sus mejores amigos y quienes serían futuros integrantes de Keane, Richard Hughes y Tom Chaplin. A este lo conoció por sus madres, quienes tuvieron a sus hijos el mismo día en el mismo lugar y con el mismo nombre. 
Comenzó sus clases de piano cuando era un adolescente, aunque admitió que lo odiaba y nunca practicaba porque la música clásica lo aburría. Por eso sus padres detuvieron sus clases de piano y lo dejaron que solo tocara lo que le gustaba a él, como los Beatles. Luego Rice-Oxley comenzó a darle clases de piano a Chaplin después de la escuela. En 1994 comenzó a estudiar Clásicas en la University College London donde Hughes estudiaba geografía. En eso Dominic Scott (guitarrista) y un amigo le ofrecieron a Rice-Oxley formar una banda y él aceptó; también invitaron a Hughes a que tocara la batería en la banda, días después de intercambiar golpes en una pelea con Tim a la salida de un recreo. Allí conocieron a Chris Martin, quien escribía demos con Coldplay en ese tiempo. Martin invitó a Rice-Oxley a escuchar sus prácticas de piano un fin de semana a Virginia Falls en Surrey, pero él rechazó la invitación porque quería concentrarse en su banda, Keane, con sus mejores amigos.
Está separado desde 2012 de una mujer llamada Jayne. Según él "es una mujer maravillosa y nos llevamos de maravillas. La amo con toda mi alma y espero que siempre podamos estar juntos. Hicimos largos viajes juntos y los disfrutamos mucho porque ambos nos amamos mutuamente y mucho" expresó en una entrevista.
Es padre de dos niñas; la mayor se llama Lilac. Actualmente es pareja de una joven nacida el año 1993, llamada Ellie Birtless, quien lo acompaña en sus giras musicales junto a Keane.

## Composiciones
Tim Rice-Oxley ha compuesto todas las canciones de Keane excepto "Call me what you like", "Closer now", "Maybe I can change" y "Playing along", que fueron compuestas por su compañero de grupo y cantante, Tom Chaplin.
She Has No Time, Hamburg song y Broken Toy fueron en especial compuestas para Tom Chaplin. La primera trata de desamor, las otras dos hablan del período oscuro de Chaplin con las drogas. Put it behind you y Walnut tree fueron compuestas para Richard Hughes, batería del grupo. 
En 2006 participó en el segundo álbum de Gwen Stefani, The Sweet Escape, con la canción Early winter. Dicha canción también fue interpretada por Keane en algunos conciertos acústicos.
Tim Rice-Oxley también compuso la canción Everything is Beautiful para el álbum de la cantante Kylie Minogue, Aphrodite.
La canción Perfect Symmetry (canción) piensa que es lo mejor que ha escrito hasta el momento, siendo para él una de sus mejores composiciones si no la mejor.
En 2004, ganó el premio Ivor Novello a "Compositor del año" por Everybody's changing. 
En el EP de Keane Night Train Tim compuso y cantó el tema "Your Love".

## Proyecto Alterno
Junto con el bajista de Keane, Jesse Quin, tiene un proyecto alterno paralelo a Keane llamado Mt. Desolation. El 18 de octubre de 2010 este dúo británico lanzó su primer álbum de estudio homónimo. Este primer álbum se ha concentrado en la música Country, las composiciones son tanto de Tim como Jesse y ambos cantan. En abril de 2023 la banda publicó su segundo álbum, titulado Through Crooked Aim.

## Sea Fog studios
En 2011, Tim Rice-Oxley decidió montar su propio estudio en su nueva casa, comprada un año antes de la grabación de "The Boys".  El estudio se llama Sea Fog en honor a la canción del mismo nombre del álbum de Keane Strangeland. 

## Influencias
Tiene gustos musicales bastantes parecidos a los de sus compañeros de banda, tales como Depeche Mode, U2, The Smiths, Simple Minds, Blondie, entre otros.

## Premios
Ganó el premio Ivor Novello como escritor del año por Everybody's Changing en el 2004.